# Roland JX-305 Groovesynth

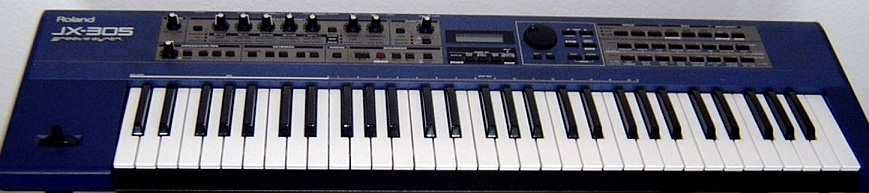
Roland JX-305 Groovesynth

Der Roland JX-305 Groovesynth ist ein Synthesizer, der im Jahr 1998 veröffentlicht wurde. Name und Klänge basieren auf den Grooveboxen MC-303 und MC-505 von Roland. Faktisch ist der 305 die Tastaturversion der MC505 und verfügt über dieselben Patches. Mit mehr als 600 Werks- und 256 user-Patches, 64-facher Polyphonie, 61 anschlagdynamischen Tasten und Aftertouch sowie einer Vielzahl abspeicherbaren Sequenzen richtete sich der Groove-Synthesizer an Live-Performer und Produzenten der Dance- und Trance-Musik-Szene der späten 1990er Jahre und frühen 2000er Jahre.
Die Klangerzeugung basiert Architektur der JV/XP-Serie, wobei die ROM-Samples durch aktuelle Sounds und Rhythmen der Dance-Szene ersetzt wurden. Der Pattern-Sequenzer besitzt 8 Spuren mit fest zugeordneten Parts, die einzeln stummgeschaltet werden konnten. Ferner verfügt der JX 305 über Arpeggio-Funktionen.
Effekte: Reverb, Delay, Multi-effect
Sequencer: Tracks: 8 + Mute Control Track mit 96 tpqn
Songs: 50